# Bracia Wspólnego Życia
Bracia Wspólnego Życia (łac. Fratres vitae communis) – społeczności ludzi niezwiązanych ślubami zakonnymi, założone w XIV wieku przez Geerta Groote’a w Niderlandach, w środowiskach miejskich z inspiracji ruchu devotio moderna – ruchu pietystycznego, postulującego kult pracy, umiarkowanie, dyscyplinę życia duchowego i miłosierdzie (Caritas). Najważniejszym zadaniem Braci miało być dzieło nauczania i doskonalenie kunsztu pisarskiego, stąd prowadzone przez nich szkoły i skryptoria, a także drukarnie. Z ruchem sympatyzował Erazm z Rotterdamu. Związków z devotio moderna dopatrują się badacze w znanym dziele przypisywanym Tomaszowi à Kempis: O naśladowaniu Chrystusa (De imitatione Christi).
W dawnej Polsce Bractwo, jako powszechne od średniowiecza bractwa religijne, miało swój znaczny ośrodek w duchowej i tytularnej stolicy Prus Królewskich i Biskupstwa Chełmińskiego, w  Chełmnie, gdzie zarządzało przez blisko 100 lat do 1539 r. największym kościołem i parafią Ziemi Chełmińskiej, chełmińską Farą i Akademią Chełmińską, co świadczy o silnych powiązaniach dawnej Polski i Prus Królewskich z Niderlandami.